# Upplands runinskrifter 1076
Runinskrift 1076 är en nu försvunnen runsten som stått vid Bälinge kyrka i Bälinge socken i Uppland på samma plats som en annan försvunnen runsten - Upplands runinskrifter 1075. Stenen förstördes under en brand när delar av kyrktornet föll ner på den.
Stenen som ristades på vikingatiden av Likbjörn var prydd med tre korsade kors. Den från runor översatta inskriften lyder enligt nedan:

## Inskriften
Translitterering: antuitr lit x hakua x stnin + þina + at + kuti * broþur * sin x ... o - -
Normaliserad: Andvettr let haggva stæin penna at Guta, hroður sinn . . .  
Nusvenska: Andvettr lät hugga denna sten till minne av Gote, sin broder.